# Zschaitz-Ottewig
Zschaitz-Ottewig est une commune de Saxe (Allemagne), située dans l'arrondissement de Saxe centrale, dans le district de Chemnitz.

## Géographie
La commune se trouve dans la vallée de la Jahna, un affluent de l'Elbe qui traverse la Lommatzscher Pflege (une région agricole et vallonnée). Elle se subdivise en douze quartiers :
| - Auterwitz - Baderitz - Dürrweitzschen - Glaucha - Goselitz - Lüttewitz (avec Döbeln) | - Lützschnitz - Mischütz - Möbertitz - Ottewig - Zschaitz - Zunschwitz |

## Histoire
La commune a une motte médiévale (Zschaitzer Burgberg ) des années 900 qui aurait été le château mentionné par Widukind de Corvey lors des combats de Henri Ier de Germanie pendant l'hiver 928/829.

## Habitants
EN 2010 elle comptait 1 357 habitants.
Quelques personnalités :
- Werner Mummert, militaire.